# SolidWorks
O SolidWorks é um software de CAD 3D (Computer-Aided Design) desenvolvido inicialmente pela SolidWorks Corporation que funciona no sistema operativo Windows. A empresa iniciou a sua actividade nos EUA em 1993 e o primeiro produto surgiu em Novembro de 1995. Em 1997 foi adquirida pela multinacional francesa Dassault Systèmes S.A.
O SolidWorks baseia-se em computação paramétrica, criando formas tridimensionais a partir de operações geométricas elementares. No ambiente do programa, a criação de um sólido ou superfície tipicamente começa com a definição de um sketch 2D que depois é transformado através de uma operação num modelo tridimensional. O SolidWorks dispõe de um amplo leque de funcionalidades, incluindo funções específicas para chapa metálica, construção soldada e moldes.
O SolidWorks é vendido e suportado em todo o mundo através de um canal indirecto de revendedores (ou VARs - Value Added Resellers). Em Portugal existem três empresas representantes, a Sqédio desde 1996, a Isicom desde 2008 e a Creatrix desde 2018. Em 2022 a ISICOM assume-se como Grupo e desdobra as suas áreas de atuação, passando a CADNEA a ser a empresa representante oficial SOLIDWORKS.
Outros produtos nesta categoria incluem PTC Creo, Autodesk Inventor, Siemens Solid Edge, entre outros.

## Histórico de Versões
| Nome da Versão      | Número da Versão | Data de Lançamento:   |
| ------------------- | ---------------- | --------------------- |
| SolidWorks 95       | 46               | novembro de 1995      |
| SolidWorks 96       | 270              | 1996                  |
| SolidWorks 97       | 483              | 1996                  |
| SolidWorks 97Plus   | 629              | 1997                  |
| SolidWorks 98       | 817              | 1997                  |
| SolidWorks 98Plus   | 1008             | 1998                  |
| SolidWorks 99       | 1137             | 1998                  |
| SolidWorks 2000     | 1500             | 1999                  |
| SolidWorks 2001     | 1750             | 2000                  |
| SolidWorks 2001Plus | 1950             | 2001                  |
| SolidWorks 2003     | 2200             | 2002                  |
| SolidWorks 2004     | 2500             | 2003                  |
| SolidWorks 2005     | 2800             | 2004                  |
| SolidWorks 2006     | 3100             | 2005                  |
| SolidWorks 2007     | 3400             | 2006                  |
| SolidWorks 2008     | 3800             | 1 de julho de 2007    |
| SolidWorks 2009     | 4100             | 28 de janeiro de 2008 |
| SolidWorks 2010     | 4400             | 9 de dezembro de 2009 |
| SolidWorks 2011     | 4700             | 17 de junho de 2010   |
| SolidWorks 2012     | 5000             | setembro de 2011      |
| SolidWorks 2013     | 6000             | setembro de 2012      |
| SolidWorks 2014     | 7000             | 7 de outubro de 2013  |
| SolidWorks 2015     | 8000             | 9 de setembro de 2014 |
| SolidWorks 2016     | 9000             | 1 de outubro de 2015  |